# Exo Planet 2 ─ The EXO'luXion
Exo Planet #2 – The Exo'luxion es la primera gira mundial de la banda surcoreana, EXO. La gira se inicia en Corea del Sur con 5 shows el 7, 8, 13, 14 y 15 de marzo de 2015 en el Olympic Gymnastics Arena. La gira fue anunciada oficialmente en enero de 2015 con las primeras 5 fechas en Corea del Sur, continuando por China, Taiwán, Tailandia, Japón y otros países asiáticos, en 2016 continua en Norteamérica.

## Concierto

### Seúl
- El anuncio de la gira se hace oficialmente por la compañía SM Entertainment el 15 de enero de 2015, con cuatro fechas en Seúl en el recinto Olympic Park Gymnastics Stadium más conocido como Olympic Gymnastics Arena o también Olympic Gymnastics Hall.

- El 21 de enero se pondrán a la venta los boletos para los días 7 y 8 de marzo y el día 22 se venderán las entradas para las fechas 14 y 15 de marzo por medio de la página de boletos Yes24.com a partir de las 20:00 (KST).[1] Se agregó una quinta fecha para el día 13 de marzo debido a la alta demanda de boletos para los conciertos, el sitio de venta de boletos se abrió el día 21 y 22 de enero y su sistema reportó 30 minutos antes de la venta de boletos más de 1.2 millones de fanes esperando comprar boletos, la cantidad sin precedentes de conexiones simultáneas al servidor hizo que el sistema colapsara en el momento de venta de estos, la venta del día 21 de enero fue respectivamente para los días 7 y 8 de marzo, la venta para los conciertos de los días 14 y 15 era el día 22 de enero pero se pospuso hasta el día 28 de enero.

## Lista de canciones
| Seúl, Corea del Sur |
| --- |
| - Opening VCR (The EXO'luXion) - - Stage Appearance Show - - 중독 (Overdose)_Rearranged (KR) - History_Rearranged (KR-CH-KR) - El Dorado (KR) - Ment - - 나비소녀 (Don't Go) (KR) - Playboy (KR) - Baby, Don't Cry (인어의 눈물) (KR) - My Answer (KR) - VCR #2 (BGM : My Turn To Cry) - - The Star (KR) - EXODUS (KR) - Hurt (KR) - VCR #3 - - 피터팬 (Peter Pan) (KR) - XOXO (KR) - Lucky (KR) - 3.6.5 (KR-CH-KR) - Ment - - Christmas Day (KR) - 첫 눈 (First Snow) (KR) - 12월의 기적 (Miracles In December) (KR) - Ment - - Beat Burger Remix Medley (KR) - Full Moon - MACHINE - Drop That - Let Out The Beast - Run - VCR #4 - ※ 내가 미쳐 (Going crazy) Spoiler ※ - VCR #5 - ※ Call Me Baby_Preview (KR) ※ - Dubstep (KR)13일~15일 한정 - 으르렁 (Growl)_Stage Ver. (KR) - 늑대와 미녀 (Wolf)_Stage Ver. (KR) - Ment - - MAMA (KR-CH-KR) - Encore VCR - - 약속 (EXO, 2014) (KR) - Ment - - Thunder (KR)13일~14일 한정 - 너의 세상으로 (Angel) (KR) - Ending - |

## Fechas
| Fecha                    | Ciudad       | País           | Lugar                                | Entradas vendidas/disponibles | Recaudación |
| ------------------------ | ------------ | -------------- | ------------------------------------ | ----------------------------- | ----------- |
| Asia                     |              |                |                                      |                               |             |
| 7 de marzo de 2015       | Seúl         | Corea del Sur  | Olympic Gymnastics Arena             | 67,040 (100%)                 | $7,304,955  |
| 8 de marzo de 2015       | Seúl         | Corea del Sur  | Olympic Gymnastics Arena             | 67,040 (100%)                 | $7,304,955  |
| 13 de marzo de 2015      | Seúl         | Corea del Sur  | Olympic Gymnastics Arena             | 67,040 (100%)                 | $7,304,955  |
| 14 de marzo de 2015      | Seúl         | Corea del Sur  | Olympic Gymnastics Arena             | 67,040 (100%)                 | $7,304,955  |
| 15 de marzo de 2015      | Seúl         | Corea del Sur  | Olympic Gymnastics Arena             | 67,040 (100%)                 | $7,304,955  |
| 30 de mayo de 2015       | Shanghái     | China          | Mercedes-Benz Arena                  | 21,248 (100%)                 | $2,703,158  |
| 31 de mayo de 2015       | Shanghái     | China          | Mercedes-Benz Arena                  | 21,248 (100%)                 | $2,703,158  |
| 12 de junio de 2015      | Taipéi       | Taiwán         | Taipei Arena                         | 23,180 (100%)                 | $2,891,568  |
| 13 de junio de 2015      | Taipéi       | Taiwán         | Taipei Arena                         | 23,180 (100%)                 | $2,891,568  |
| 20 de junio de 2015      | Bangkok      | Tailandia      | Impact Arena                         | 27,476 (100%)                 | $3,403,074  |
| 21 de junio de 2015      | Bangkok      | Tailandia      | Impact Arena                         | 27,476 (100%)                 | $3,403,074  |
| 18 de julio de 2015      | Beijing      | China          | MasterCard Center                    | 23,512 (100%)                 | $2,993,100  |
| 19 de julio de 2015      | Beijing      | China          | MasterCard Center                    | 23,512 (100%)                 | $2,993,100  |
| 1 de agosto de 2015      | Chengdu      | China          | Chengdu Sports Centre Stadium        | 16,318 (100%)                 | $1,865,279  |
| 16 de agosto de 2015     | Hong Kong    | Hong Kong      | AsiaWorld–Arena                      | 27,308 (100%)                 | $3,532,241  |
| 17 de agosto de 2015     | Hong Kong    | Hong Kong      | AsiaWorld–Arena                      | 27,308 (100%)                 | $3,532,241  |
| 22 de agosto de 2015     | Xi'an        | China          | Shaanxi Province Stadium             | 13,759 (100%)                 | $1,572,032  |
| 12 de septiembre de 2015 | Chongqing    | China          | Chongqing Olympic Sports Center      | 15,342 (100%)                 | $1,752,911  |
| 17 de octubre de 2015    | Guangzhou    | China          | Guangzhou International Sports Arena | 12,373 (100%)                 | $1,571,432  |
| 31 de octubre de 2015    | Fukuoka      | Japón          | Marine Messe Fukuoka                 | 23,896 (100%)                 | $2,680,025  |
| 1 de noviembre de 2015   | Fukuoka      | Japón          | Marine Messe Fukuoka                 | 23,896 (100%)                 | $2,680,025  |
| 6 de noviembre de 2015   | Tokio        | Japón          | Tokyo Dome                           | 147,382 (100%)                | $12,689,900 |
| 7 de noviembre de 2015   | Tokio        | Japón          | Tokyo Dome                           | 147,382 (100%)                | $12,689,900 |
| 8 de noviembre de 2015   | Tokio        | Japón          | Tokyo Dome                           | 147,382 (100%)                | $12,689,900 |
| 13 de noviembre de 2015  | Osaka        | Japón          | Osaka Dome                           | 134,830 (100%)                | $11,609,370 |
| 14 de noviembre de 2015  | Osaka        | Japón          | Osaka Dome                           | 134,830 (100%)                | $11,609,370 |
| 15 de noviembre de 2015  | Osaka        | Japón          | Osaka Dome                           | 134,830 (100%)                | $11,609,370 |
| 21 de noviembre de 2015  | Macao        | Macao          | CotaiArena                           | 13,108 (100%)                 | $1,702,618  |
| 12 de diciembre de 2015  | Nanjing      | China          | Nanjing Olympic Sports Center        | 11,612 (100%)                 | $1,475,187  |
| 9 de enero de 2016       | Singapur     | Singapur       | Singapore Indoor Stadium             | 16,344 / 19,908 (82%)         | $2,209,904  |
| 10 de enero de 2016      | Singapur     | Singapur       | Singapore Indoor Stadium             | 16,344 / 19,908 (82%)         | $2,209,904  |
| 23 de enero de 2016      | Manila       | Filipinas      | Mall of Asia Arena                   | 17,192 (100%)                 | $2,628,035  |
| 24 de enero de 2016      | Manila       | Filipinas      | Mall of Asia Arena                   | 17,192 (100%)                 | $2,628,035  |
| Norte América            |              |                |                                      |                               |             |
| 10 de febrero de 2016    | Dallas       | Estados Unidos | Verizon Theatre at Grand Prairie     | 6,284 / 6,348 (99%)           | $924,841    |
| 12 de febrero de 2016    | Vancouver    | Canadá         | Thunderbird Sports Centre Arena      | 7,842 / 8,089 (97%)           | $1,120,406  |
| 14 de febrero de 2016    | Los Ángeles  | Estados Unidos | Los Angeles Memorial Sports Arena    | 12,998 (100%)                 | $1,991,469  |
| 19 de febrero de 2016    | Chicago      | Estados Unidos | Rosemont Theatre                     | 4,394 (100%)                  | $678,112    |
| 21 de febrero de 2016    | Newark       | Estados Unidos | Prudential Center                    | 9,919 (100%)                  | $1,418,705  |
| Asia                     |              |                |                                      |                               |             |
| 27 de febrero de 2016    | Yakarta      | Indonesia      | Indonesia Convention Exhibition      | 15,284 (100%)                 | $1,941,237  |
| 5 de marzo de 2016       | Dalian       | China          | Dalian Sports Center                 | 15,702 (100%)                 | $1,790,928  |
| 12 de marzo de 2016      | Kuala Lumpur | Malasia        | Estadio Merdeka                      | 15,415 (100%)                 | $1,883,311  |
| 18 de marzo de 2016      | Seúl         | Corea del Sur  | Olympic Gymnastics Arena             | 42,165 (100%)                 | $4,683,664  |
| 19 de marzo de 2016      | Seúl         | Corea del Sur  | Olympic Gymnastics Arena             | 42,165 (100%)                 | $4,683,664  |
| 20 de marzo de 2016      | Seúl         | Corea del Sur  | Olympic Gymnastics Arena             | 42,165 (100%)                 | $4,683,664  |
| TOTAL                    | TOTAL        | TOTAL          | TOTAL                                | 741 923 / 745 798             | $81 017 462 |

## Fechas canceladas y reprogramadas
| Fecha               | Ciudad  | País  | Lugar                 | Motivo de cancelación o reprogramación.                           |
| ------------------- | ------- | ----- | --------------------- | ----------------------------------------------------------------- |
| 17 de enero de 2016 | Tianjin | China | Tianjin Sports Center | Cancelado debido a problemas de reprogramación.                   |
| 23 de enero de 2016 | Dalian  | China | Dalian Sports Center  | Reprogramado al 5 de marzo, debido a los conciertos en Filipinas. |

## Personal
Artista: Xiumin, Suho, Lay, Baekhyun, Chen, Chanyeol, D.O, Kai, Sehun, Tao
Organizador: SM Entertainment
Promotor: Dream Maker Entercom